# Halowe Mistrzostwa Świata w Lekkoatletyce 2004 – skok o tyczce mężczyzn
Skok o tyczce mężczyzn – jedna z konkurencji rozgrywanych podczas halowych mistrzostw świata w lekkoatletyce w 2004. Kwalifikacje odbyły się 6 marca, a finał został rozegrany 7 marca.
Do kwalifikacji zgłoszonych zostało 24 zawodników z 17 państw.
Zawody w tej konkurencji wygrał reprezentant Rosji Igor Pawłow. Drugą pozycję zajął zawodnik z Czech Adam Ptáček, trzecią zaś reprezentujący Ukrainę Denys Jurczenko.

## Wyniki

### Kwalifikacje
Źródło: 
Grupa A
| Miejsce | Zawodnik           | Państwo           | Wysokość (m) | Wysokość (m) | Wysokość (m) | Wysokość (m) | Wysokość (m) | Wysokość (m) | Wynik | Uwagi |
| Miejsce | Zawodnik           | Państwo           | 5,30         | 5,45         | 5,55         | 5,65         | 5,70         | 5,75         | Wynik | Uwagi |
| ------- | ------------------ | ----------------- | ------------ | ------------ | ------------ | ------------ | ------------ | ------------ | ----- | ----- |
| 1.      | Igor Pawłow        | Rosja             | –            | O            | O            | XO           | XO           | O            | 5,75  |       |
| 2.      | Adam Ptáček        | Czechy            | XO           | O            | O            | O            | O            | XXX          | 5,70  | SB    |
| 3.      | Tim Lobinger       | Niemcy            | –            | –            | O            | –            | XO           | XXX          | 5,70  |       |
| 4.      | Denys Jurczenko    | Ukraina           | –            | –            | XO           | –            | XO           | XXX          | 5,70  |       |
| 5.      | Dmitri Markov      | Australia         | –            | O            | –            | XO           | XXX          | –            | 5,65  | AR    |
| 6.      | Oscar Janson       | Szwecja           | –            | O            | –            | XXO          | XXX          | –            | 5,65  | SB    |
| 7.      | Aleksandr Awerbuch | Izrael            | O            | O            | O            | XXX          | –            | –            | 5,55  |       |
| 7.      | Daichi Sawano      | Japonia           | –            | O            | O            | XXX          | –            | –            | 5,55  |       |
| 9.      | Jeff Hartwig       | Stany Zjednoczone | –            | –            | XXO          | –            | XXX          | –            | 5,55  |       |
| 10.     | Jérôme Clavier     | Francja           | O            | O            | –            | XXX          | –            | –            | 5,45  |       |
| 10.     | Ilijan Efremow     | Bułgaria          | O            | O            | XXX          | –            | –            | –            | 5,45  |       |
| –       | Kim Yoo-suk        | Korea Południowa  | XXX          | –            | –            | –            | –            | –            | NM    |       |

Grupa B
| Miejsce | Zawodnik            | Państwo           | Wysokość (m) | Wysokość (m) | Wysokość (m) | Wysokość (m) | Wysokość (m) | Wysokość (m) | Wynik | Uwagi |
| Miejsce | Zawodnik            | Państwo           | 5,30         | 5,45         | 5,55         | 5,65         | 5,70         | 5,75         | Wynik | Uwagi |
| ------- | ------------------- | ----------------- | ------------ | ------------ | ------------ | ------------ | ------------ | ------------ | ----- | ----- |
| 1.      | Rens Blom           | Holandia          | –            | –            | O            | XO           | O            | –            | 5,70  |       |
| 2.      | Giuseppe Gibilisco  | Włochy            | –            | –            | XXO          | –            | O            | –            | 5,70  |       |
| 3.      | Romain Mesnil       | Francja           | –            | –            | XO           | O            | XO           | –            | 5,70  |       |
| 3.      | Patrik Kristiansson | Szwecja           | –            | O            | –            | X-           | XO           | –            | 5,70  |       |
| 5.      | Okkert Brits        | Południowa Afryka | –            | –            | XO           | –            | XXO          | XXX          | 5,70  |       |
| 6.      | Ołeksandr Korczmid  | Ukraina           | –            | XO           | XO           | O            | XXX          | –            | 5,65  | SB    |
| 7.      | Björn Otto          | Niemcy            | –            | O            | O            | XO           | XXX          | –            | 5,65  |       |
| 8.      | Toby Stevenson      | Stany Zjednoczone | –            | –            | O            | XXX          | –            | –            | 5,55  |       |
| 9.      | Pawieł Gierasimow   | Rosja             | –            | O            | XXX          | –            | –            | –            | 5,45  |       |
| 9.      | Piotr Buciarski     | Dania             | –            | O            | XXX          | –            | –            | –            | 5,45  |       |
| 11.     | Paul Burgess        | Australia         | XO           | O            | XXX          | –            | –            | –            | 5,45  |       |
| 12.     | Matti Mononen       | Finlandia         | XO           | XXX          | –            | –            | –            | –            | 5,30  |       |

### Finał
Źródło: 
| Miejsce | Zawodnik            | Państwo  | Wysokość (m) | Wysokość (m) | Wysokość (m) | Wysokość (m) | Wysokość (m) | Wysokość (m) | Wynik | Uwagi |
| Miejsce | Zawodnik            | Państwo  | 5,40         | 5,50         | 5,60         | 5,70         | 5,80         | 5,85         | Wynik | Uwagi |
| ------- | ------------------- | -------- | ------------ | ------------ | ------------ | ------------ | ------------ | ------------ | ----- | ----- |
| 01 !    | Igor Pawłow         | Rosja    | –            | XO           | O            | O            | O            | XXX          | 5,80  | PB    |
| 02 !    | Adam Ptáček         | Czechy   | O            | –            | O            | O            | XXX          | –            | 5,70  | SB    |
| 03 !    | Denys Jurczenko     | Ukraina  | –            | –            | XO           | O            | XX-          | X            | 5,70  |       |
| 4.      | Patrik Kristiansson | Szwecja  | –            | –            | O            | XO           | XXX          | –            | 5,70  |       |
| 5.      | Tim Lobinger        | Niemcy   | –            | –            | XO           | XO           | XXX          | –            | 5,70  |       |
| 6.      | Giuseppe Gibilisco  | Włochy   | –            | –            | O            | –            | XX-          | X            | 5,60  |       |
| 7.      | Romain Mesnil       | Francja  | –            | X-           | XO           | X-           | XX           | –            | 5,60  |       |
| –       | Rens Blom           | Holandia | –            | –            | XXX          | –            | –            | –            | NM    |       |